# Олександрія (Кременчуцький район)
Олександрі́я — село в Україні, у Пришибській сільській громаді Кременчуцького району Полтавської області. Населення становить 74 осіб.

## Географія
Село Олександрія знаходиться на правому березі річки Сухий Кобелячок, вище за течією на відстані 2,5 км розташоване село Сушки, нижче за течією на відстані 1 км розташоване село Калашники. Селом протікає пересихаючий струмок з загатою.